# Фроггатт, Стив
Сти́вен (Стив) Джу́ниор Фро́ггатт (англ. Stephen Junior Froggatt; 9 марта 1973) — английский футболист, вингер. Выступал за футбольные клубы «Астон Вилла», «Вулверхэмптон Уондерерс» и «Ковентри Сити», также за сборную Англии до 21 года. Завершил карьеру из-за травмы в 2001 году в возрасте 28 лет.

## Футбольная карьера
Уроженец Линкольна, Фроггатт начал футбольную карьеру в академии клуба «Астон Вилла». 26 декабря 1991 года дебютировал в основном составе бирмингемского клуба в матче против «Вест Хэм Юнайтед». В первом сезоне Премьер-лиги провёл 17 матчей и забил 1 гол (в ворота «Кристал Пэлас»), а «Астон Вилла» заняла второе место в чемпионате, уступив 10 очков ставшему чемпионом «Манчестер Юнайтед». Также в сезоне 1992/93 Фроггатт провёл 2 игры за сборную Англии до 21 года (против Испании и Сан-Марино). В сезоне 1993/94 помог «Вилле» выиграть Кубок Футбольной лиги, сыграв в полуфинале против «Транмир Роверс». Всего Фроггатт провёл за «Виллу» 44 матча и забил 3 гола.
В июле 1994 года перешёл в «Вулверхэмптон Уондерерс» за 1 млн фунтов. В составе «волков» провёл четыре с половиной сезона, сыграв 122 матча и забив 9 голов.
В октябре 1998 года перешёл в клуб Премьер-лиги «Ковентри Сити» за 1,9 млн фунтов. Дебютировал в его составе в игре против «Астон Виллы». В ноябре 1999 года получил вызов от Кевина Кигана в главную сборную Англии, находился на скамейке запасных в матчах против Шотландии и против Аргентины в феврале 2000 года, но на поле не вышел.
12 февраля 2000 года получил серьёзную травму после грубого подката со стороны полузащитника «Сандерленда» Ники Саммерби. Летом 2000 года ему сделали операцию, весь следующий сезон он безуспешно пытался восстановиться, но по окончании сезона 2000/01 объявил о завершении карьеры.

### После завершения карьеры
Впоследствии работал в пресс-центре «Ковентри Сити», персональным тренером, теле- и радиоведущим.

## Достижения
«Астон Вилла»
- Победитель Кубка Футбольной лиги: 1993/94

Личные достижения
- Член «команды года» по версии PFA в Первом дивизионе: 1996/97

## Статистика выступлений
| Клуб                    | Сезон            | Лига             | Лига | Лига | Кубок | Кубок | Кубок лиги | Кубок лиги | Прочие | Прочие | Итого | Итого |
| Клуб                    | Сезон            | Дивизион         | Игры | Голы | Игры  | Голы  | Игры       | Голы       | Игры   | Голы   | Игры  | Голы  |
| ----------------------- | ---------------- | ---------------- | ---- | ---- | ----- | ----- | ---------- | ---------- | ------ | ------ | ----- | ----- |
| Астон Вилла             | 1991/92          | Первый дивизион  | 9    | 0    | 3     | 1     | 0          | 0          | 0      | 0      | 12    | 1     |
| Астон Вилла             | 1992/93          | Премьер-лига     | 17   | 1    | 3     | 0     | 1          | 0          | —      | —      | 21    | 1     |
| Астон Вилла             | 1993/94          | Премьер-лига     | 9    | 1    | 1     | 0     | 1          | 0          | 0      | 0      | 11    | 1     |
| Астон Вилла             | Итого            | Итого            | 35   | 2    | 7     | 1     | 2          | 0          | 0      | 0      | 44    | 3     |
| Вулверхэмптон Уондерерс | 1994/95          | Первый дивизион  | 20   | 2    | 0     | 0     | 3          | 1          | 2      | 0      | 25    | 3     |
| Вулверхэмптон Уондерерс | 1995/96          | Первый дивизион  | 18   | 1    | 0     | 0     | 0          | 0          | —      | —      | 18    | 1     |
| Вулверхэмптон Уондерерс | 1996/97          | Первый дивизион  | 27   | 2    | 0     | 0     | 2          | 0          | 0      | 0      | 29    | 2     |
| Вулверхэмптон Уондерерс | 1997/98          | Первый дивизион  | 33   | 2    | 3     | 0     | 3          | 1          | —      | —      | 39    | 3     |
| Вулверхэмптон Уондерерс | 1998/99          | Первый дивизион  | 8    | 0    | —     | —     | 3          | 0          | —      | —      | 11    | 0     |
| Вулверхэмптон Уондерерс | Итого            | Итого            | 106  | 7    | 3     | 0     | 11         | 2          | 2      | 0      | 122   | 9     |
| Ковентри Сити           | 1998/99          | Премьер-лига     | 23   | 1    | 3     | 2     | —          | —          | —      | —      | 26    | 3     |
| Ковентри Сити           | 1999/00          | Премьер-лига     | 26   | 1    | 3     | 0     | 1          | 0          | —      | —      | 30    | 1     |
| Ковентри Сити           | Итого            | Итого            | 49   | 2    | 6     | 2     | 1          | 0          | —      | —      | 56    | 4     |
| Всего за карьеру        | Всего за карьеру | Всего за карьеру | 190  | 11   | 16    | 3     | 14         | 2          | 2      | 0      | 222   | 16    |